# Portland, Maine
Portland là thành phố tại bang Maine, Hoa Kỳ. Đây là thành phố lớn nhất bang và là quận lỵ quận Cumberland. Thành phố có diện tích  km², dân số theo điều tra dân số Hoa Kỳ 2010 là 66.194 người còn vùng đô thị có dân số 500.000 người, chiếm hơn 1/3 dân số bang Maine. Thành phố có phố cổ dọc theo bến cảng Portland tại cửa sông Fore và thuộc khu nghệ thuật và chạy dọc phố Congress ở trung tâm thành phố. Portland Head Light nằm ở Cape Elizabeth gần đó và đánh dấu cổng vào bến cảng Portland.